# Blanquefort (Gers)
Blanquefort (gaskognisch Blancafòrt) ist eine französische Gemeinde mit 43 Einwohnern (Stand 1. Januar 2022) im Département Gers in der Region Okzitanien; sie gehört zum Arrondissement Auch und zum Gemeindeverband Coteaux Arrats Gimone. Seine Bewohner nennen sich Blanquefortois/Blanquefortoises.

## Geografie
Blanquefort liegt rund 18 Kilometer ostnordöstlich der Stadt Auch im Osten des Départements Gers. Die Gemeinde besteht aus wenigen Häusergruppen sowie Einzelgehöften. Der Arrats durchquert die Gemeinde und bildet teilweise eine natürliche Gemeindegrenze. Verkehrstechnisch liegt die Gemeinde an der D928 wenige Kilometer nördlich der N124.

## Geschichte
Im Mittelalter lag der Ort in der Grafschaft Haut-Armagnac, die ein Teil der Provinz Gascogne war. Die Gemeinde gehörte von 1793 bis 1801 zum District Auch, zudem lag Blanquefort von 1793 bis 2015 im Wahlkreis (Kanton) Gimont. Die Gemeinde ist seit 1801 dem Arrondissement Auch zugeteilt.

## Bevölkerungsentwicklung
| Jahr                       | 1962 | 1968 | 1975 | 1982 | 1990 | 1999 | 2006 | 2014 | 2020 |
| Einwohner                  | 95   | 106  | 82   | 57   | 44   | 44   | 70   | 54   | 45   |
| Quellen: Cassini und INSEE |      |      |      |      |      |      |      |      |      |

## Sehenswürdigkeiten
- Schloss Bruca (Privatbesitz der Familie De Scorraille)
- Kirche Saint-Sabin
- Gedenkplatte für die Gefallenen[1]
- mehrere Wegkreuze und eine Madonnenstatue

Quelle:

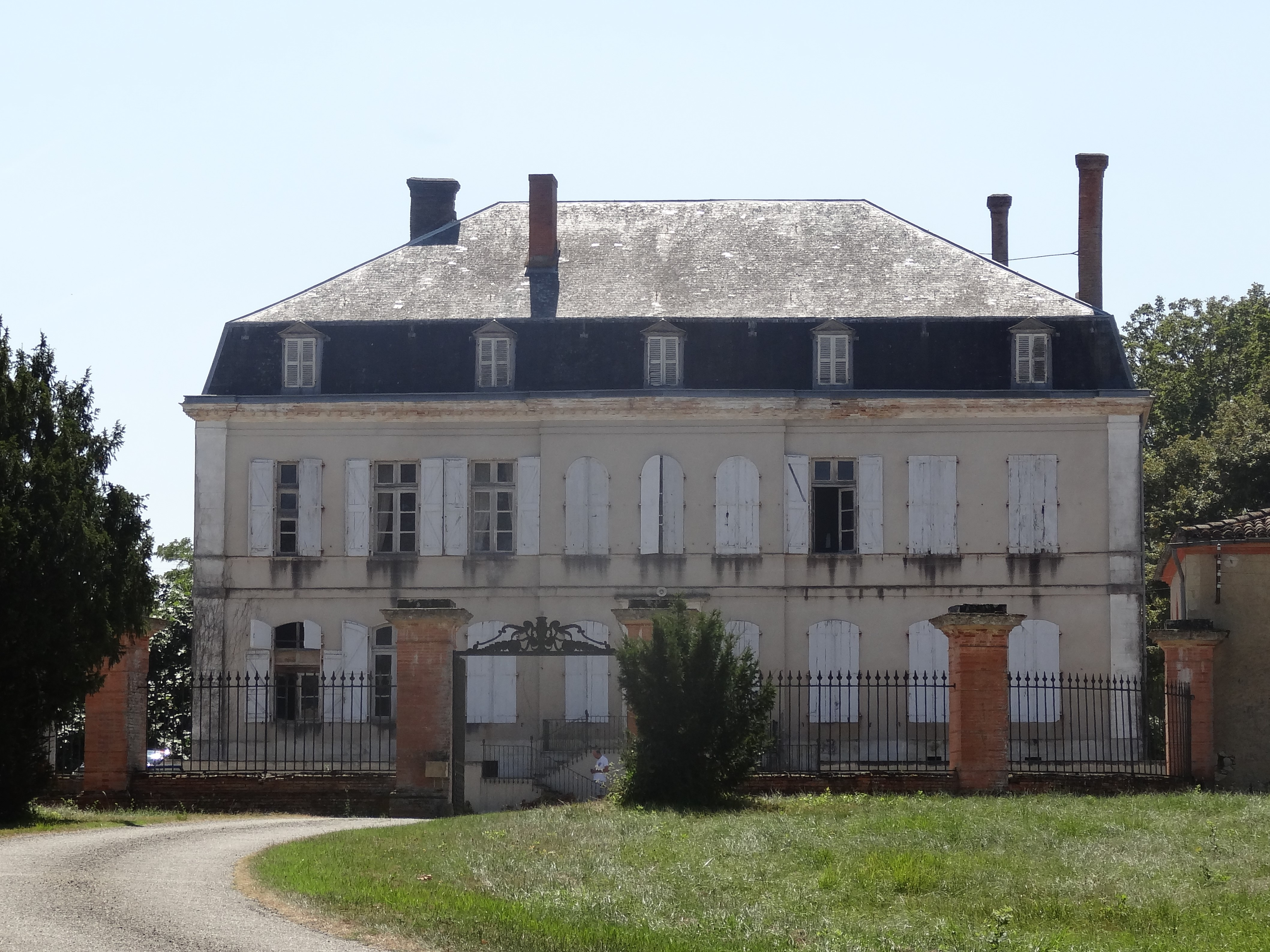
Schloss Bruca
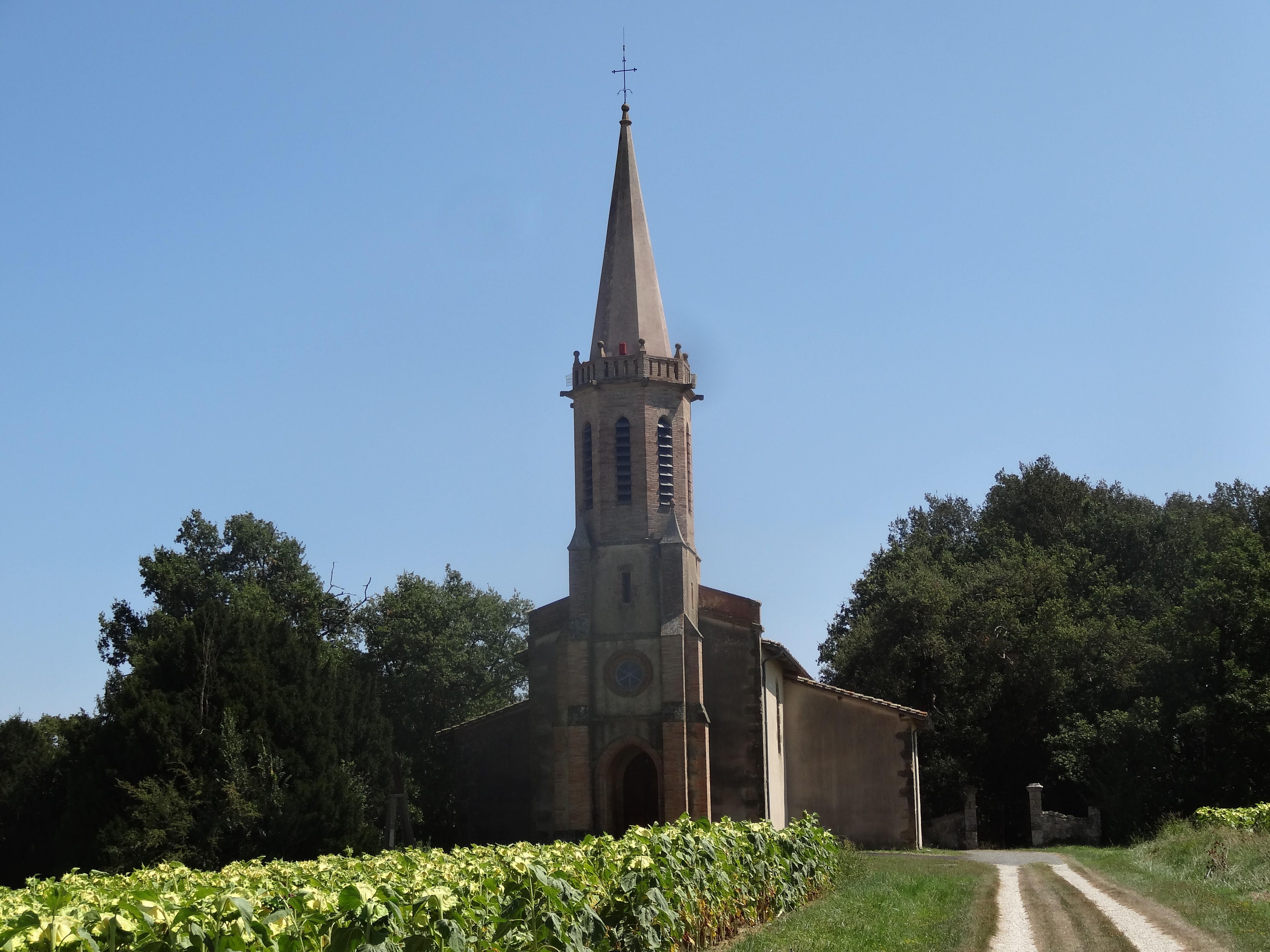
Kirche Saint-Sabin
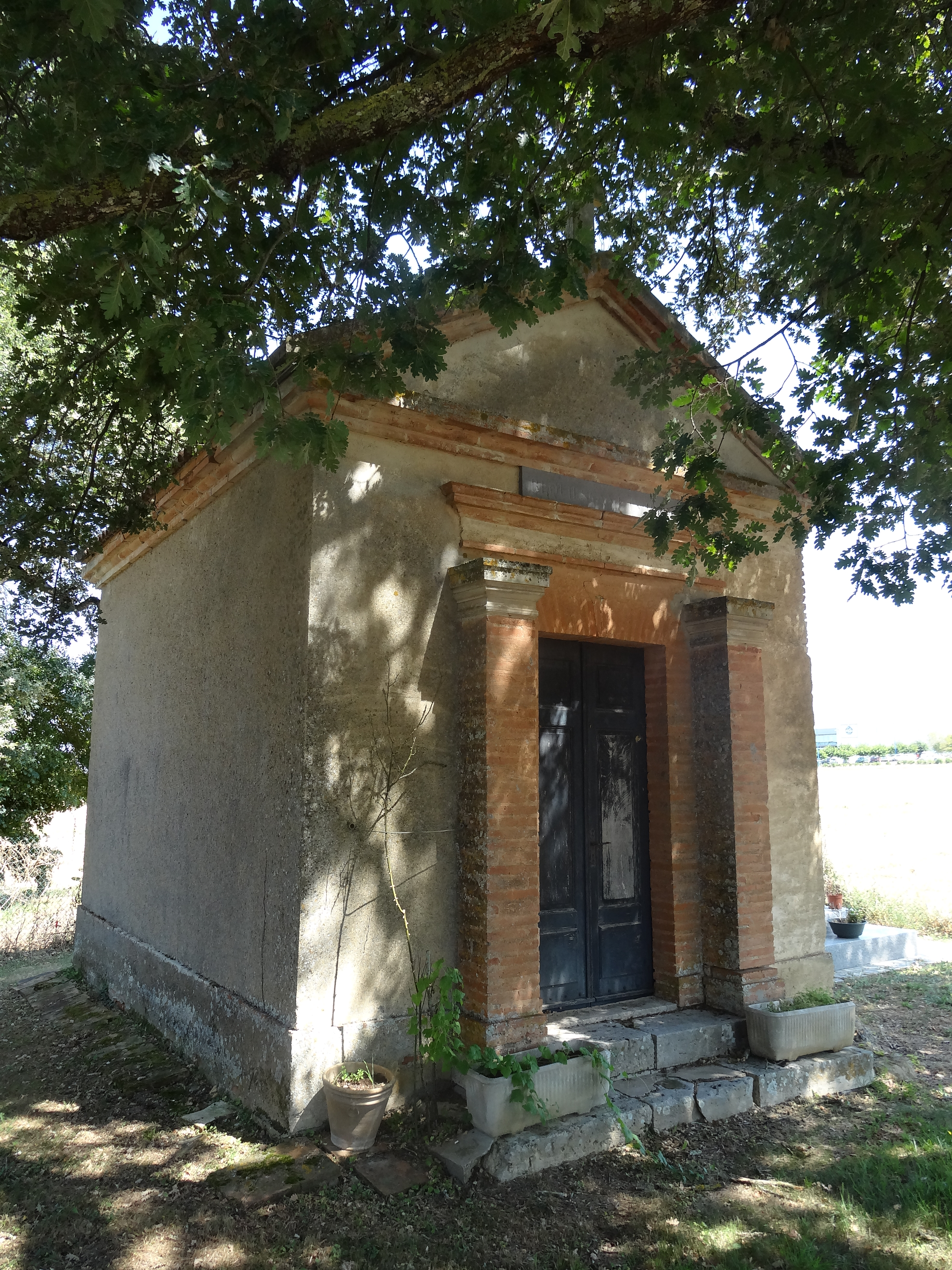
Friedhofskapelle